# Shinji Harada MTV PREMIUM LIVE in duo
『Shinji Harada MTV PREMIUM LIVE in duo』（しんじはらだ MTV プレミアムライブ・イン・デュオ）は2007年1月26日に発売された、原田真二 のライブビデオである。

## 概要
日本の音楽史に名を飾ったアーティストを招き、音楽的源流を探っていくという、音楽専門チャンネル「MTV」とのコラボレートで贈る「Premium Live in duo」シリーズ。
その原田真二バージョン。

### 原田真二 THE BAND
原田真二 （エレキギター・キーボード・パーカッション）
菅野吉也 （ドラムス）／ウォーネルジョーンズ （ベースギター）／まるたまり （キーボード）／陽紅 （サックス）

## 収録曲
1. LIFE
2. バンドは金曜日に出来た
3. Modern Vision
4. てぃーんず ぶるーす
5. キャンディ
6. シャドー・ボクサー
7. Every Night
8. Rain
9. 雨のハイウェイ
10. タイム・トラベル
11. Set me free
12. 僕らのハーモニー
13. Shining Star
14. Breathe